# Kurt Luedtke
Kurt Luedtke (Grand Rapids, 28 september 1939 – Royal Oak, 9 augustus 2020) was een Amerikaans scenarioschrijver en journalist.

## Biografie
Kurt Luedtke werd in 1939 geboren in Grand Rapids (Michigan) als de zoon van Virgina en Herman Luedtke. Zijn vader was een houthandelaar. Hij studeerde aan de Universiteit van Michigan en de Brown-universiteit.
Na zijn studies ging hij als journalist aan de slag. Hij werkte voor onder meer de kranten Grand Rapids Press en Miami Herald. Nadien werkte hij zich binnen de redactie van de Detroit Free Press op tot hoofdredacteur.
Eind jaren 1970 schreef hij het scenario voor Absence of Malice (1981), een film over een journaliste die aanvankelijk niet door heeft dat ze door het Openbaar Ministerie gebruikt wordt om een onschuldige drankhandelaar verdacht te maken in een moordonderzoek. Het script werd uiteindelijk verfilmd door regisseur Sydney Pollack. Hoofdrolspeler Paul Newman beschouwde de film als een directe aanval op het sensatieblad New York Post. De film leverde Luedtke zijn eerste Oscarnominatie op.
Nadien schreef hij voor Pollack het romantisch drama Out of Africa (1986), gebaseerd op de memoires Een lied van Afrika (1937) van de Deense schrijfster Karen Blixen. De film leverde Luedtke zowel een Oscar als een BAFTA op. Een decennium later schreef Luedtke voor Pollack ook het script voor het romantisch drama Random Hearts (1999).
Luedtke werd midden jaren 1980 door Steven Spielberg ingeschakeld om het script van Schindler's List (1993) te schrijven. Door zijn achtergrond als journalist had hij het echter moeilijk om het hoofdpersonage Oskar Schindler als een held in plaats van een opportunist te zien, waardoor hij het script uiteindelijk opgaf.

## Prijzen en nominaties
| Film                            | Categorie                 | Uitslag        |
| Academy Awards                  | Academy Awards            | Academy Awards |
| ------------------------------- | ------------------------- | -------------- |
| Absence of Malice (1981)        | Beste originele scenario  | Genomineerd    |
| Out of Africa (1985)            | Beste aangepaste scenario | Gewonnen       |
| Golden Globes                   |                           |                |
| Absence of Malice (1981)        | Beste scenario            | Genomineerd    |
| Out of Africa (1985)            | Beste scenario            | Genomineerd    |
| BAFTA Awards                    |                           |                |
| Out of Africa (1985)            | Beste scenario            | Gewonnen       |
| Writers Guild of America Awards |                           |                |
| Absence of Malice (1981)        | Beste originele scenario  | Genomineerd    |
| Out of Africa (1985)            | Beste aangepaste scenario | Genomineerd    |

## Filmografie
- Absence of Malice (1981)
- Out of Africa (1985)
- Random Hearts (1999)